# Cloverdale (Indiana)
Pour les articles homonymes, voir Cloverdale.
Cloverdale est une municipalité située dans le comté de Putnam, dans l’État de l'Indiana, aux États-Unis. Lors du recensement de 2020, elle comptait 2 060 habitants.